# 13192 Quine
13192 Quine è un asteroide della fascia principale. Scoperto nel 1997, presenta un'orbita caratterizzata da un semiasse maggiore pari a 2,2881550 au e da un'eccentricità di 0,1419682, inclinata di 0,66613° rispetto all'eclittica.
L'asteroide è dedicato al filosofo statunitense Willard Van Orman Quine.